# Josephine Lang
Josephine Lang, de casada Josephine Caroline Köstlin (Múnic, 14 de març de 1815- Tübingen, 2 de desembre de 1880), va ser una excel·lent cantant, pianista, compositora i pedagoga. Va ser valorada per importants músics del seu temps. Fou coneguda majoritàriament com a compositora de lied, tot i que també va publicar algunes peces per a piano.

## Biografia
Josephine Lang va néixer a Múnic l'any 1815. Filla de Theobald Lang i de Regina Hitzelberger. El seu pare va ser violinista i va pertànyer a la München Hoforchester (orquestra de la cort de Múnic), actualment anomenada Bayerisches Staatsorchester (Orquestra de l'estat de Baviera). Josephine, que cantava cançons des dels 3 anys, es presentava com una nena prodigi, i va rebre classes de cant i piano de la seva mare. Als 5 anys va compondre la primera cançó, de la qual també en va escriure el text. A causa de la seva delicada salut, de petita preferia escoltar la seva mare com cantava que no pas jugar amb altres nens i nenes. Els progressos al piano de Josephine van ser molt ràpids, i a l'edat de 12 anys ja impartia algunes classes per contribuir a l'economia familiar. L'any 1827 Josephine va perdre sa mare, però el seu pare es va casar amb una altra dona, Therese Seligmann, que va ser com una segona mare per a ella. Josephine tenia un padrí, el conegut pintor Joseph Karl Stieler, a qui visitava sovint i gràcies al qual va poder conèixer músics famosos de l'època, com Felix Mendelssohn i Ferdinand Hiller. El mateix Mendelssohn, impressionat pels dots compositius de la noia, va fer-li algunes classes de contrapunt i baix continu.
La dècada del 1830 va ser la més productiva de Josephine Lang. Durant aquells anys, va escriure molts dels seus millors lieder i en va publicar 8 reculls. El primer bloc, el va publicar l'any 1831 amb el suport de Mendelssohn. Durant els mesos d'estiu dels anys 1835 i 1838, Josephine va coincidir a Augsburg amb el pianista i compositor Stephen Heller, mitjançant el qual va conèixer la música de Robert Schumann. També gràcies a Heller, Schumann va conèixer la música de Lang. En va ressenyar l'opus 8 i va publicar el lied “Traumbild” (posterior op. 28/1) en un suplement de la revista Neuen Zeitschrift für Musik. Josephine va entaular amistat amb Clara Schumann, que va procurar que les obres de Lang també fossin ressenyades a lAllgemeine musikalische Zeitung o a lAllgemeine deutsche Musikzeitung. El 1838 Josephine viatja a Salzburg per conèixer Constanze Mozart, vídua de W. A. Mozart i de Georg Nikolaus von Nissen. Les dues dones van mantenir una correspondència força activa.
El 1839 Josephine va perdre el seu pare. L'hivern següent va caure malalta i al juny del 1840 es va veure obligada a anar a Wildbald Kreuth a refer-se per ordre de la reina Caroline-Auguste de Baviera. Allà va conèixer l'advocat i poeta Christian Reinhold Köstlin, de qui es va enamorar. Christian Reinhold escrivia poemes que Josephine musicava. Es van casar el 1842 i Josephine va seguir el seu marit cap a Tübingen, on ell ensenyava dret a la universitat i on va esdevenir un extraordinari professor.
Després de casada, la vida de Josephine va canviar completament. Va haver d'exercir de mestressa de casa i cuidar dels 6 fills que va tenir, cosa que no li deixava ni temps ni tranquil·litat per compondre. Durant els 14 anys que va durar el matrimoni, Josephine va publicar cinc reculls de lieder, la majoria dels quals havien estat compostos abans de casar-se. L'any 1853, Christian Reinhold va emmalaltir. La seva malaltia, que afectava la gola, va provocar-li la pèrdua de veu, cosa que va impossibilitar-lo de continuar exercint amb a professor. Tres anys després, Christian Reinhold Köstlin moria, deixant la seva dona vídua amb 6 fills menors al seu càrrec, un dels quals paralític i els altres sovint malalts.
Josephine es va veure obligada a tornar a impartir classes de piano i de cant per poder sobreviure. Entre els seus alumnes més il·lustres van figurar el príncep Guillem, futur rei de Wurtemberg i el seu cosí, el comte Eugeni de Wurtemberg. També va intentar tornar a compondre i publicar noves composicions, però després de tants anys d'inactivitat compositiva les seves obres ja no interessaven als editors. És per això que l'any 1859, Josephine va recórrer a dos vells amics, Clara Schumann i Ferdinand Hiller, que la van ajudar a publicar les seves obres. L'any 1867 Hiller va publicar una biografia de Josephine, amb la qual cosa va recuperar popularitat entre el públic.
L'any 1861, el seu fill gran, Felix, que prometia ser un gran artista, va ser diagnosticat amb una malaltia mental i va ser ingressat en una institució per a malalts mentals a Winnenden, on va perdre la vida en un incendi l'any 1868. Josephine també va tenir un fill paralític completament dependent d'ella, Theobald, que va morir l'any 1873. L'any 1880 Josephine va perdre el seu tercer fill a causa del tifus. Les dues filles de Josephine es van casar i van marxar a viure a ciutats llunyanes.
Josephine Lang va continuar component fins que va morir el 2 de desembre de 1880 a causa d'un infart.

## Obra
Josephine Lang va ser una artista dotada amb múltiples facetes, utilitzà una tècnica pròpia de pianista virtuosa. La riquesa dels seus lieder mostren les múltiples cares del seu talent. La seva música, gentil i sensible, estava marcada per una inquietud morbosa i una fe religiosa a la frontera del misticisme. De vegades, són senzills i corals, d'altres vegades, els acompanyaments de piano són virtuosos i plens de so. En alguns lieder el piano funciona com a estricte acompanyament, en d'altres, dialoga amb la veu. Molts dels seus lieder són estròfics.
Felix Mendelssohn Bartholdy va ser l'ideal artístic de Josephine Lang. La semblança dels seus estils va ser mencionada també per un crític contemporani: “Però malgrat tot, aquest model a través de la individualitat de l'artista es veu tan modificat i d'altra banda tan reflectit, que l'estil no ha de poder ser una imitació en el sentit habitual de la paraula.” També la música de Robert Schumann va tenir una important influència en Josephine Lang. De fet, es podria classificar el seu estil entre el d'aquests dos compositors.
Josephine Lang va musicar textos de poetes com Johann Wolfgang von Goethe, Heinrich Heine, Nikolaus Lenau, August von Platen, però també va recórrer a poetes completament desconeguts avui en dia, com Apollonius von Maltitz, Wilhelm von Marsano, Christoph agost Tiedge, i també alguns dels seus textos són de poetes dones, entre elles Louise Brachmann, Agnes von Calatin, Helmine von Chézy i Therese von Niemeyer. Una font important de textos poètics van ser els poemes del seu marit, Christian Reinhold Köstlin, que publicava els seus treballs sota el nom de “C. Reinhold”.
Josephine Lang també va compondre peces corals i música de cambra, però no es van arribar a publicar mai.
L'elecció que Josephine va fer dels textos per als seus lieder constitueix una mena de diari autobiogràfic de la compositora, com ella va reconèixer en moltes de les seves cartes. De fet, la seva frase més citada és: “Els meus lieder són el meu diari personal”. En la lectura dels textos escollits, es poden seguir els estats d'ànim del moment i els problemes de salut, així com els cops de sort que van tocar la seva família. La composició va tenir per a Josephine, segons va dir ella mateixa en una carta a Ferdinand Hiller, una funció terapèutica.
Mendelssohn, Friedrich Silcher i altres autors van transcriure composicions de Josephine Lang per a cor. Ella mateixa va catalogar amb els números d'opus els seus 124 lieder i algunes de les seves peces per a piano, tot i haver-ne extraviat algunes. El seu únic fill supervivent, Heinrich Adolf Köstlin, va treballar per completar el catàleg de les seves obres, que encara avui conserva la seva validesa. També va publicar una biografia de la seva mare en Breitkopf & Härtel.

## Recepció
En les cartes de Mendelssohn queda clara l'evident impressió en el públic que van causar les obres de Josephine Lang. El compositor havia cantat algunes cançons d'una jove Josephine de només 15 anys a casa del seu padrí Joseph Stieler i a partir de llavors va intercedir per la seva difusió. “L’any passat tot el seu talent era allà, però encara no havia sortit a la llum. A Marx i a mi ens van sonar les alarmes, però ningú no ens volia creure. Des de llavors, ha fet una sorprenent millora. Qui no en quedi entusiasmat, és que no sent absolutament res.”
També Stephen Heller, a qui Josephine havia conegut anys després a Augsburg, va quedar impressionat per les seves composicions i interpretacions. Heller va intercedir per ella a Robert Schumann, que l'any 1838 va publicar un dels seus lieder al “Neuen Zeitschrift für Musik”.
La reacció de Nikolaus Lenaus a la musicació d'un dels seus poemes per part de Josephine va ser escrita per Emma Niendorf.
En el convuls any 1848, Friedrich Silcher va adaptar un dels seus lieder polítics per a cor d'homes. El lied seria publicat l'agost del mateix any al Tübinger Liedertafel.
Els lieder de Josephine van ser mencionats en la premsa musical diverses vegades entre els anys 1835 i 1873. Les ressenyes no van ser sempre favorables, però moltes en demostren que els crítics es prenien seriosament la seva música. Les crítiques entre els anys 1838 i 1848 eren majoritàriament positives, mentre que les crítiques publicades entre els anys 1855 i 1862 van ser més aviat negatives. Les publicacions posteriors de Josephine (entre els anys 1863 i 1880) no van causar efecte en la crítica, que va considerar que no calia prestar-los atenció.
Durant el segle xix es van publicar dues biografies sobre Josephine Lang. L'any 1867, Ferdinand Hiller va dedicar-li les seves “Musikalischen Briefe” al Kölner Zeitung. Poc després de la seva mort, el seu fill Heinrich Adolf Köstlin va escriure un compendi sobre la seva vida, que va ser publicat l'any 1881 per “Breitkopf & Härtel”.

## Selecció discogràfica
Josephine Lang. Dana Mckay, soprano; Thérèse Lindquist, piano. SBPK Deutsche Schallplatten DS 1016-2 (1995).
Josephine Lang, Johanna Kinkel; Ausgewählte lieder. Claudia Taha, soprano; Heidi Kommerell, piano. Bayer Records BR 100 248 (1995).
Münchner Komponistinnen de Klassik und Romantik. Christel Krömer, soprano; Jutta Vornehm, piano. Musica Bavarica MB 902. Reissued on CD as MB 75121 (1997).